# Видович, Гордан
Гордан Видович (босн. Gordan Vidović; род. 23 июня 1968, Сараево, СФРЮ) — бельгийский футболист боснийского происхождения, защитник. Известен по выступлениям за «Мускрон» и сборную Бельгии. Участник чемпионата мира 1998 года.

## Клубная карьера
В 1987 году Гордан дебютировал в чемпионате Югославии за клуб «Железничар» из своего родного города. С началом войны 1992 году он вместе с товарищами по команде Марио Станичем и Суадом Катаной, получившими прозвище «Три мушкетера из Сараево» покинули родину. Видович переехал в Швейцарию, где недолго выступал за «Санкт-Галлен». В 1993 году он перешёл в бельгийский клуб «Тейнен», выступавший в одном из низших дивизионов. Доиграв сезон Видович подписал контракт с «Каппелленом». В своем первом сезоне он забил 29 голов в 27 матчах, несмотря на то, что номинально был защитником. За команду Гордан отыграл два с половиной сезона забив 57 мячей в 60 матчах.
В 1995 году Видович перешёл в «Мускрон», который выступал во втором дивизионе. Гордан стал одним из лидеров команды, выступая на позиции либеро и помог клубу уже в первом сезоне выйти в Жюпиле лигу. В 1997 году по совету Жоржа Лейкеса он принял гражданство Бельгии. В начале 2000-х Видовича начали преследовать травмы, но несмотря на это он оставался важным футболистом для «Мускрона». В 2003 году после серьёзной травмы колена он завершил карьеру футболиста.

## Международная карьера
В 1996 году бывший тренер «Мускрона» Жорж Лейкенс, предложил Видовичу сменить гражданство и выступать за сборную Бельгии, так он ещё не был заигран за сборную Югославии. В начале 1997 году Гордан получил бельгийское гражданство и сразу же был вызван в национальную команду. 7 июня в матче отборочного турнира Чемпионата мира против сборной Сан-Марино Видович дебютировал за сборную Бельгии. Пресса и товарищи по сборной не понимали выбора тренера, так как он ставил Гордана в основу с учётом того, что босниец не знал языка и не мог элементарно объясниться с партнерами по команде. За это Видович получил прозвище «Сынок Лейкенса». В 1998 году Гордан попал в заявку национальной команды на первенство мира во Францию. Из-за травмы он пропустил первый матч против сборной Нидерландов, зато в поединках с командами Южной Кореи и Мексики его место в основе было непререкаемо. В 1999 году Лейкенс покинул сборную после этого Видович в неё больше не вызывался.